# Segi
 (mai 2025).
La mise en forme du texte ne suit pas les recommandations de Wikipédia : il faut le « wikifier ».
Les points d'amélioration suivants sont les cas les plus fréquents :
- Les titres sont pré-formatés par le logiciel. Ils ne sont ni en capitales, ni en gras.
- Le texte ne doit pas être écrit en capitales (les noms de famille non plus), ni en gras, ni en italique, ni en « petit »…
- Le gras n'est utilisé que pour surligner le titre de l'article dans l'introduction, une seule fois.
- L'italique est rarement utilisé : mots en langue étrangère, titres d'œuvres, noms de bateaux, etc.
- Les citations ne sont pas en italique mais en corps de texte normal. Elles sont entourées par des guillemets français : « et ».
- Les listes à puces sont à éviter, des paragraphes rédigés étant largement préférés. Les tableaux sont à réserver à la présentation de données structurées (résultats, etc.).
- Les appels de note de bas de page (petits chiffres en exposant, introduits par l'outil «  Source ») sont à placer entre la fin de phrase et le point final[comme ça].
- Les liens internes (vers d'autres articles de Wikipédia) sont à choisir avec parcimonie. Créez des liens vers des articles approfondissant le sujet. Les termes génériques sans rapport avec le sujet sont à éviter, ainsi que les répétitions de liens vers un même terme.
- Les liens externes sont à placer uniquement dans une section « Liens externes », à la fin de l'article. Ces liens sont à choisir avec parcimonie suivant les règles définies. Si un lien sert de source à l'article, son insertion dans le texte est à faire par les notes de bas de page.
- La présentation des références doit suivre les conventions bibliographiques. Il est recommandé d'utiliser les modèles {{Ouvrage}}, {{Chapitre}}, {{Article}}, {{Lien web}} et/ou {{Bibliographie}}. Le mode d'édition visuel peut mettre en forme automatiquement les références.
- Insérer une infobox (cadre d'informations à droite) n'est pas obligatoire pour parachever la mise en page.

Pour une aide détaillée, merci de consulter Aide:Wikification.
Si vous pensez que ces points ont été résolus, vous pouvez retirer ce bandeau et améliorer la mise en forme d'un autre article.
Segi (« Continuer » ou « Poursuivre » en basque) est une organisation de jeunesse de la gauche abertzale créée en 2001 active majoritairement en Euskadi et Navarre et militant pour l’indépendance du Pays basque. Elle est déclarée illégale en 2002 en Espagne, étant considérée comme une réactivation des anciennes organisations interdites Jarrai (es) et Haika (es) et comme un vivier de recrutement de l’ETA. Toujours autorisée en France, elle s’autodissout en 2012.

## Histoire

### Création et interdiction en Espagne

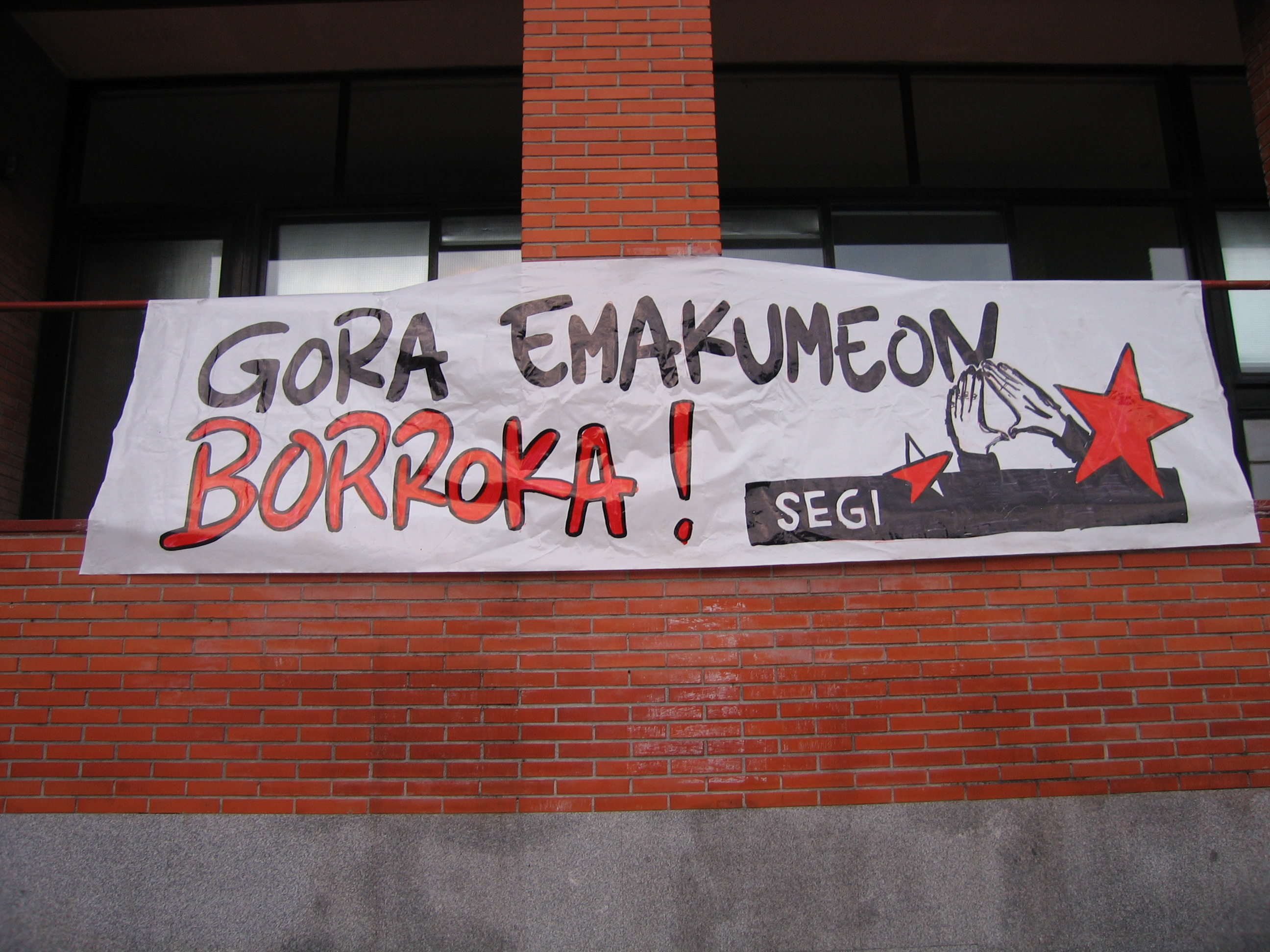
Banderole féministe de Segi en 2010 à l'Université de Pays basque à Saint Sébastien

Segi est créé officiellement le 16 juin 2001 lors d'une assemblée constitutive à Pampelune autour des mots d'ordre de la gauche indépendantiste, revendiquant un positionnement révolutionnaire, socialiste et féministe. Ses porte-paroles Hariza Galarraga, Araitz Zubimendi et Zigor Ruiz déclarent vouloir plus particulièrement agir au niveau des communes autour de groupes locaux chargés de répondre aux préoccupations de la jeunesse basque (chômage, accès au logement, lutte contre les addictions). 
La création de Segi fait suite à la dissolution du groupe Haika, déclaré illégal par le juge de l’Audience nationale Baltasar Garzón le 10 mai de la même année pour complicité avec ETA, bien qu'aucune référence ne soit faite à cette organisation lors de la création de Segi. Une antenne est créée à Bayonne. Une première réunion publique est organisée le 30 juin 2001 à Saint Sébastien, à laquelle ses organisateurs revendiquent 4000 participants.
Segi organise une première manifestation d'ampleur en août 2001 à Saint Sébastien malgré son interdiction. Soupçonné d'avoir perpétré plusieurs attentats durant l'année 2001,,, le groupe est inscrit le 27 décembre 2001 sur la liste européenne des organisations terroristes (avec d'autres organisations de la mouvance abertzale comme Gestoras Pro Amnistia et Ekin),, puis déclarée illégale par Baltasar Garzón le 5 février 2002,, entraînant plusieurs arrestations parmi ses membres et la perquisition de ses locaux. Le groupe est cependant toujours autorisé en France,,, bien que des arrestations aient également lieu à Bayonne. Cette situation engendre plusieurs imbroglios judiciaires : en juin 2004, la demande de transfert vers l'Espagne émise par la justice espagnole à l'encontre de trois Français soupçonnés d'appartenir à Segi a été rejetée par la chambre de l'instruction de Pau,, décision confirmée par la Cour de cassation un mois plus tard. Le 18 février 2005, deux autres militants espagnols arrêtés en France sont eux confiés aux autorités espagnoles, décision invalidée dans la foulée par la Cour de cassation.
En 2005, l’Audience nationale qualifie le groupe "d’association illégale" en juin 2005, jugement contredit par le Tribunal suprême qui le déclare "organisation terroriste" le 19 janvier 2007.
À partir de 2007, plusieurs vagues d'arrestation sont opérées par les polices espagnoles et françaises. Le 4 février 2007, 18 membres de Segi recherchés par la police pour des faits de violences lors de manifestations sont arrêtés à Bilbao. 15 autres personnes sont interpelées le 24 septembre 2007 dans le cadre de l'enquête sur l'attentat contre le complexe hôtelier d'Alain Ducasse à Bidarray en 2006 (la justice prononce finalement un non-lieu en 2019). Le 7 novembre 2007, 4 militants sont arrêtés à Saint Sébastien, puis 15 autres se rendent aux forces de l'ordre le 4 décembre. Segi dénonce des méthodes de surveillance massives lors d'une manifestation organisée à Saint-Jean-de-Luz en juillet 2009,.
Le 24 novembre 2009, 34 personnes sont arrêtées en Euskadi et Navarre lors d’une opération policière mobilisant près de 650 agents de la Police nationale et de la Guardia civil à la suite d'une enquête du juge Fernando Grande-Marlaska,. L’événement suscite une manifestation organisée par les partis Aralar, Eusko Alkartasuna et le syndicat LAB à Bilbao réclamant la libération des militants sous le mot d’ordre "Todos los proyectos, todos los derechos",.
14 autres militants sont arrêtés le 22 octobre 2010, accusés de vouloir reconstituer l’organisation côté espagnol et d’actes de violence lors de manifestations.
En février 2011, huit membres de Segi recherchés par la police espagnole organisent une conférence de presse à visage découvert à Ispoure pour dénoncer l'utilisation croissante des mandats d'arrêt européens, dans la foulée notamment de l'affaire Aurore Martin, et sont soutenus par des élus locaux. Quatre d'entre eux sont arrêtés quelques jours plus tard.

### Autodissolution
Segi annonce son autodissolution le 15 juin 2012, quelques jours après celle d'Askatasuna, via une déclaration publiée par les journaux Gara et Berria. Selon ses porte-paroles, la décision fait suite à des débats internes menés durant près de trois années menant à une autocritique sur la manière de servir leurs objectifs et une volonté de lutter dans un cadre "légal et démocratique".
Après plusieurs mois de réflexions, une nouvelle organisation de jeunesse abertzale, Ernai, a été créée en 2013.